# Dáseň

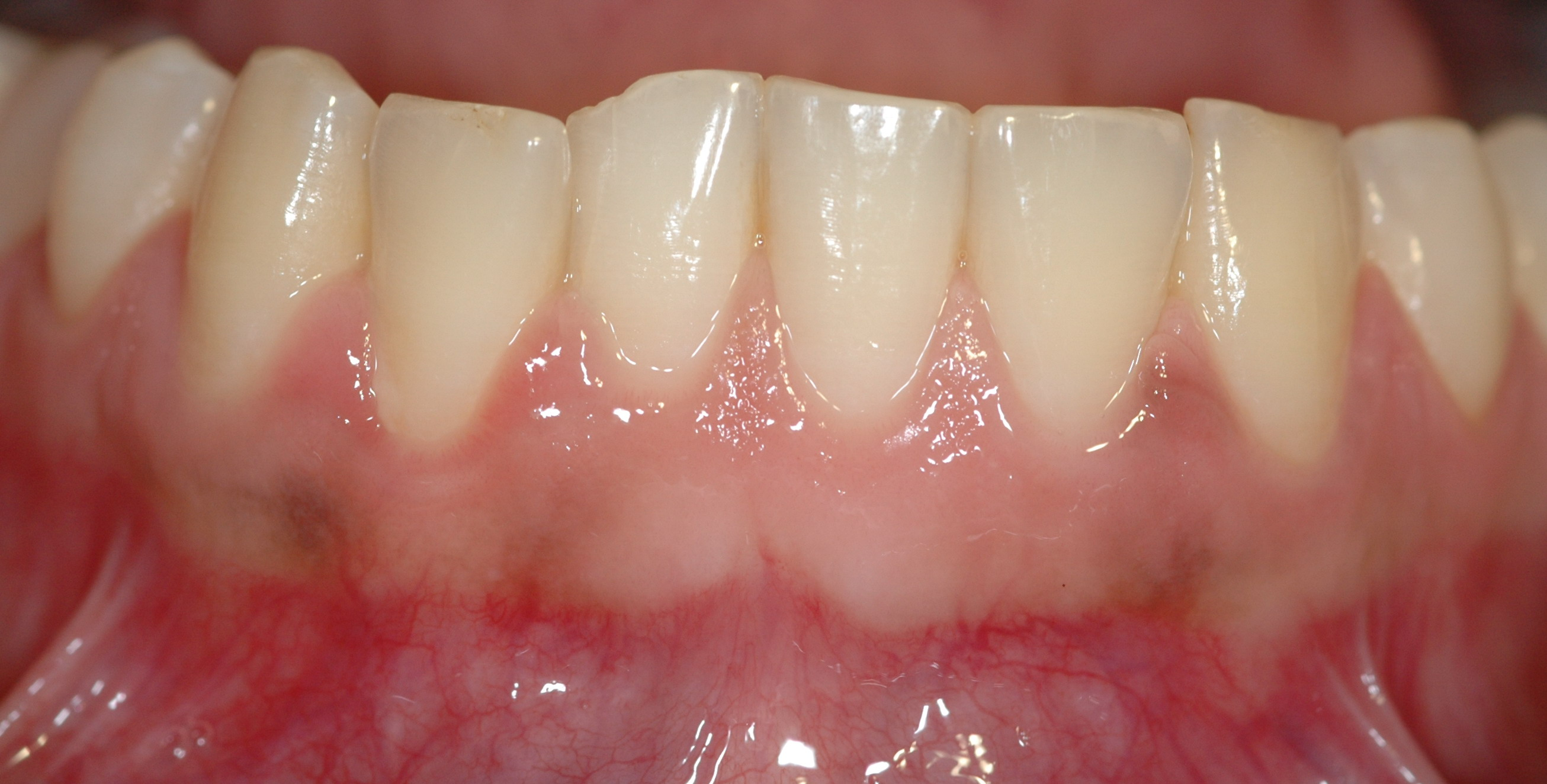
Zdravá dáseň

Dáseň (latinsky: gingiva) je sliznice dutiny ústní, která obklopuje zuby. Dáseň se nachází na horní i dolní čelisti.

## Projevy chorob dásní
Nezdravé dásně jsou často oteklé, načervenalé až rudé. Projevem Parodontitidy je často krvácení z dásní. Nezdravé dásně mohou mít vliv i na rozmístění, zakřivení zubů. Nemocné dásně mohou být příčinou pachuti v ústech nebo zápach z úst. Dásně mohou bolet a způsobovat pocity napětí, brnění a nepříjemného tlaku.

## Charakteristické rysy zdravých dásní

### Barva
Zdravá dáseň má obvykle barvu, která je popisovaná jak "korálově růžová." Je-li barva dásní jiná (příliš rudá, bílá, namodralá) může to být zapříčiněno nějakou chorobou, nejčastěji zánětem dásní.

### Obrys
Zdravá dáseň má hladký obloukovitý nebo vroubkovaný zjev kolem každého zubu. Nateklá dáseň je příznakem nezdravých dásní. Otok dásní způsobuje hlavně zánět dásní. Obnažení zubních krčků znamená, že ustupující dáseň poodkryje zub v oblasti zubních krčků, což má za následek přecitlivělost na podněty jako je teplo, chlad. Zdravé dásně tomuto jevu zabraňují, ovšem stáří nebo nešetrné čištění zubů může vést k ustupování dásní.

### Struktura
Zdravá dáseň má pevnou strukturu a není přecitlivělá na dotek. Nezdravá dáseň na druhé straně, je často oteklá a rozměklá.